# Geranomyia sylvania
Geranomyia sylvania är en tvåvingeart som först beskrevs av Alexander 1939.  Geranomyia sylvania ingår i släktet Geranomyia och familjen småharkrankar.
Artens utbredningsområde är Dominica. Inga underarter finns listade i Catalogue of Life.